# Charles-Nicolas-Sigisbert Sonnini de Manoncourt
Charles-Nicolas-Sigisbert Sonnini de Manoncourt (Lunéville, 1º febbraio 1751 – Parigi, 9 maggio 1812) è stato un naturalista e viaggiatore francese.

## Biografia

### La giovinezza
Charles Sigisbert Sonnini era figlio di Nicolas-Charles Philippe Sonnini, originario dello Stato Pontificio, residente nel Ducato di Lorena, consigliere del Re di Polonia Stanislas Leszczynski, duca a vita di Lorena e del Bar, esattore particolare delle finanze e Signore del feudo di Manoncourt-en-Vermois, divenuto nobile nel 1756.

Completò i suoi studi all'Università di Pont-à-Mousson, nel pensionato dei Gesuiti. Acquisì il titolo di dottore in filosofia il 21 luglio 1766 a soli 15 anni e mezzo. Nel febbraio dello stesso anno, alla morte del re Stanislo, la Lorena e il Barrois divennero francesi. Si trasferì quindi a Strasburgo per studiare diritto, si diplomò e fu accolto come avvocato presso la Corte sovrana di Nancy il 15 novembre del 1768.

Sonnini aveva la passione dei viaggi, e per soddisfarla intraprese la carriera militare arruolandosi in marina a 18 anni. Salpò nel 1772 per Cayenna (Guyana).

### In Guyana
Approdato in America del Sud visitò la Guyana e l'isola di Cayenna. Durante una spedizione all'interno della Guyana, iniziata nell'ottobre del 1773 e terminata nell'aprile del 1774, cercò di seguire dei percorsi topografici in territori inesplorati, passando per il Rio Negro, alla frontiera tra Guyana e Perù. Scoprì un passaggio verso le montagne, detto "la Gabrielle", che si dimostrò molto vantaggioso per i collegamenti commerciali francesi e, quando lungo quel percorso fu costruito un canale, gli fu dato il suo nome. Sonnini aveva a quell'epoca 23 anni.

Durante il soggiorno in Guyana fece delle importanti osservazioni naturalistiche e riportò con sé delle collezioni ornitologiche di cui, al suo rientro in patria, fece dono al Laboratorio di Scienze naturali.

### Segretario di Buffon
Fra il novembre 1775 e il marzo 1776 trascorse sei mesi a Montbard, su richiesta di Buffon, che gli diede l'incarico di raccogliere tutti gli articoli stranieri riguardanti l'ornitologia. Venne nominato ingegnere e corrispondente del laboratorio di Scienze.

### L'impero ottomano: Egitto, Turchia e Grecia
Il 26 aprile del 1777 si imbarcò sull'"Atlante" e approdò in Egitto il 20 giugno. Ebbe subito un'idea grandiosa e folle: propose al governo francese di allestire una spedizione per attraversare l'intero continente africano da Nord a Sud, ma, com'era prevedibile, la sua richiesta restò lettera morta. Percorse allora l'Egitto fornendo descrizioni di buon livello di alcune regioni. Due delle strade da lui indicate come realizzabili, furono costruite nel 1778 (una è la "Via del viaggiatore Sonnini"). Il 17 ottobre 1778 partì per la Turchia e visitò quindi la Grecia soffermandosi in particolare nelle isole dell'Egeo.

Si lasciò quindi coinvolgere in una campagna di guerra sulla Mignone con il Cavaliere d'Entrecosteaux (battaglia del 15 maggio 1780), quindi rientrò a Tolone il 18 ottobre. Da quella esperienza riportò alcune specie vegetali di cui intendeva diffondere la coltivazione in Francia. Così, il 25 agosto 1787, presentò all'Accademia reale di scienze, arti e belle lettere di Nancy una "Memoria sulla coltivazione della Rutabaga" (Brassica napus subvar. rutabaga), o cavolo-rapa di Lapponia.

Nel 1798 pubblicò il resoconto dei suoi viaggi con il titolo "Viaggio nell'Alto e Basso Egitto, compiuto per ordine del passato Governo e contenente osservazioni di ogni genere", (che venne illustrato da J.-B.-P. Tardieu), quindi, fra il 1801 e il 1802, il "Viaggio in Grecia e in Turchia".

### Il Signore di Manoncourt
Al suo ritorno a casa Sonnini dovette patire dispiaceri e sofferenze familiari, a causa della sua prolungata assenza, che aveva provocato anche l'insorgere di dicerie diffamanti nei suoi confronti. Dovette abbandonare tutto, ma alla fine vinse la causa di diffamazione contro i suoi detrattori, al parlamento di Nancy.

Lo stare fermo nello stesso posto, però, non era cosa per lui. Cominciò a perdere l'entusiasmo, la vigoria e la sua tipica foga. Tuttavia recuperò una piccola fattoria a Manoncourt e si costruì un castello con i 60.000 franchi che il padre aveva messo da parte. Si mise così a coltivare lui stesso la terra, e il suo esempio contribuì non poco al miglioramento dell'agricoltura nei Dipartimenti della Meurthe, dei Vosges e dell'Aisne.

Si deve a lui l'importante diffusione della Rutabaga, la coltivazione della Veccia (Vicia faba e Vicia sativa), che attecchì sui terreni più magri producendo sino a tre sfalci abbondanti di un ottimo foraggio, che era apprezzato da cavalli, bovini e pecore. Coltivò anche il Fieno greco (Trigonella fenum-graecum) e l'Esperide (Hesperis matronalis) come specie oleifera.

Dopo il 13 luglio 1788, quando una immensa grandinata si abbatté su gran parte della Francia, Sonnini pubblicò il libro "Voeu d'un agriculteur" in cui suggeriva qualche metodo per rimediare alle devastazioni di quella catastrofe e alla penuria di sementi.

### La Rivoluzione
Nei primi giorni della Rivoluzione i suoi compatrioti lo scelsero per due anni e mezzo come giudice di pace presso il Tribunale del Distretto di Nancy, ma, non appena il Tribunale fu abolito, fu eletto membro dell'Amministrazione del Dipartimento della Meurthe, che era stato istituito di recente. Ma il "provvedimento arbitrario" del 1793 fece sì che Sonnini e tutti i suoi colleghi finissero per cinque mesi nelle prigioni del Tribunale rivoluzionario, con l'accusa pretestuosa di aver lasciato che mancassero i viveri alle armate del Reno e della Mosella. Ne rimase deluso e avvilito, e si allontanò definitivamente dalla scena politica. Tornò a casa. Dovette però abbandonare in fretta la dimora di Manoncourt, poiché le sue rendite gli erano state pagate in titoli di credito che perdevano valore a vista d'occhio.
Si trasferì quindi a Parigi, e per guadagnarsi da vivere tentò di scrivere opere letterarie, ma senza successo. 

### Da Parigi a Vienne: uno scienziato conosciuto ma invidiato
Iniziò, allora, una nuova, monumentale edizione della "Storia naturale", in 127 volumi. Pubblicò il primo nel giugno del 1799 e il 127° nel 1801, con delle aggiunte di Buffon, di sue scoperte particolari e di molteplici osservazioni. Quest'opera è senza dubbio la più imponente dopo l'Encyclopédie. In essa, che può dirsi la continuazione dell'opera di Buffon, Sonnini inserì una "Storia naturale dei Pesci" (1798-1803) e la "Storia naturale dei Cetacei" (1804), comprendente le parti che aveva già redatto per Lacépède.

Oltre a tutto ciò gli si deve anche una "Storia naturale dei Rettili" (1802). Parallelamente, fece pubblicare il suo "Viaggio in Egitto e in Grecia", mentre coltivava ancora l'idea di riscrivere il "Dizionario di Storia naturale", le cui prime basi erano costituite dalle idee di Valmont-de-Bomare del 1764. Nel "Nuovo Dizionario di Storia naturale" (1803-1804) Sonnini scrisse la parte riguardante la "Storia dei Mammiferi, degli Uccelli e di diverse specie da caccia".

Nell'agosto del 1805 lasciò Parigi e si recò a Vienne, nell'Isère, per assumere la direzione di un grande collegio dei Gesuiti, su richiesta di Fourcroy, allora Direttore generale dell'Istruzione pubblica, ma il suo incarico incontrò enormi difficoltà, a causa, si dice, dell'ostracismo di persone mal disposte verso di lui.

Rientrato nella capitale, pubblicò diversi trattati di agricoltura e nel 1808 realizzò anche (con molti collaboratori) una nuova edizione del "Corso completo di Agricoltura" di Rozier.

### Illusioni in Moldavia
Il 25 ottobre 1810 lasciò la Francia per la capitale della Moldavia, assieme alla moglie e a una nipote, con un contratto di cinque anni che lo impegnava ad occuparsi dell'educazione del figlio di un presunto Principe. Ben presto si venne a sapere che costui era un truffatore fuggito dalla Russia e che fu riacciuffato solo sei settimane dopo l'arrivo di Sonnini.

### L'ultimo viaggio
Non volendo tornare subito in Francia, decise di visitare la Moldavia e la Valacchia. Passò poi per Leopoli, Vienna e Monaco di Baviera, città dove fu sempre ben accolto, prima di rientrare definitivamente a Parigi il 26 dicembre 1811. Ma, dal giorno del suo ritorno, cominciarono malanni e sofferenze. 

Il 9 maggio 1812, all'età di 61 anni, la movimentata esistenza di Sonnini de Manoncourt si concluse.

Il giorno seguente fu sepolto nel cimitero dell'Est (Maison du Père-Lachaise). 
Il pittore Langlois de Sézanne lo aveva ritratto nel 1802, ma di tale opera non si sa più nulla; se ne ha però una copia, sotto forma di incisione, eseguita da Étienne-Charles Voysard.

## Opere
- "Bibliothèque physico-économique, instructive et amusante : contenant des mémoires et observations pratiques sur l'économie rurale ; sur les nouvelles découvertes les plus intéressantes ; la description de nouvelles machines et instrumens inventés pour la perfection des arts utiles et agréables, etc. etc. On y a joint nombre de remèdes, pratiques et procédés, découverts récemment sur les maladies des hommes et des animaux, sur l'économie domestique, et en général sur tous les objets d'agrément et d'utilité dans la vie ; avec des planches en taille-douce. Ouvrage à la portée de tout le monde", Ediz. Buisson, Parigi 1782-1797 e 1802-1831.
- "Mémoire sur la culture et les avantages du chou-navet de Laponie, lu à l'Assemblée publique de l'Académie des sciences, arts et belles-lettres de Nancy, le 25 août 1787", Ediz. Née de La Rochelle, Parigi, 1788.
- "Manuel des propriétaires ruraux et de tous les habitans de la campagne, ou Recueil, par ordre alphabétique, de tout ce que la loi permet, défend ou ordonne dans toutes les circonstances de la vie et des opérations rurales. On y a joint tout ce qui a rapport à la chasse, à la pêche, aux étangs et aux constructions rurales ; avec des modèles et formules de baux, loyers, procès-verbaux et autres actes utiles à la campagne dans ces différens cas", Ediz. F. Buisson, Parigi, 1808.
- "Vocabulaire portatif d'agriculture, d'économie rurale et domestique, de médecine de l'homme et des animaux, de botanique, de chimie, de chasse, de pêche, et des autres sciences ou arts qui ont rapport à la culture des terres et à l'économie, dans lequel se trouve l'explication claire et précise de tous les termes qui ne sont pas d'un usage ordinaire, et qui sont employés dans les livres modernes d'agriculture et dans d'autres livres". In collaborazione con M. Veillard (botanico) e Étienne Chevalier. Ediz. F. Buisson e D. Colas, Parigi, 1810.
- "Annuaire de l'Industrie française, ou Recueil par ordre alphabétique des Inventions, Découvertes et perfectionnemens dans les Arts utiles et agréables, qui se font à Paris et dans les départemens ; contenant l'état actuel des manufactures, fabriques, ateliers et autres établissemens d'industrie française, avec les noms et adresses des inventeurs, le prix des différents objets, leur emploi ou leur application à divers usages". In collaborazione con Arsène Thiébaut de Berneaud, Ediz. D. Colas, Parigi. 1811 e 1812, 2 vol.
- Collaborazione con il Journal du département de la Meurthe (1790), dalla Bibliothèque physico-économique, (da ottobre 1801 a maggio 1812), al Cours complet d'agriculture di François Rozier (1734-1793) e a diverse altre pubblicazioni di agricoltura.
- "Histoire naturelle, générale et particulière", di Leclerc de Buffon, "Nouvelle édition, accompagnée de Notes, et dans laquelle les suppléments sont insérés dans le premier texte, à la place qui leur convient. L'on y a ajouté l'histoire des Quadrupèdes et des Oiseaux découverts depuis la mort de Buffon, celle des Reptiles, des Poissons, des Insectes et des Vers ; enfin, l'histoire des Plantes dont ce grand Naturaliste n'a pas eu le temps de s'occuper. Ouvrage formant un Cours complet d'Histoire Naturelle, rédigé par C.S. Sonnini, membre de plusieurs sociétés savantes". Tipografia F. Dufart, Parigi, 1808, 127 volumi in 8°.
- "Histoire naturelle des Reptiles, avec figures dessinées d'après nature, par C.S. Sonnini et par P.A. Latreille". Tipografia Crapelet, Libreria Deterville , Parigi. 4 volumi.
  - Tomo I & Tomo II : Prima Parte - Quadrupedi et Bipedi Ovipari.
  - Tomo III & Tomo IV : Seconda Parte - Serpenti.
- "Nouveau dictionnaire d'histoire naturelle, appliquée aux Arts, principalement à l'Agriculture et à l'Ėconomie rurale et domestique, par une Société de Naturalistes et d'Agriculteurs. Avec des figures tirées des trois Règnes de la Nature". Tipografia Crapelet, Libraire Deterville, Parigi. 1803 - 1804, 24 volumi.

## Fonti
- Bibliothèque des propriétaires ruraux, 1812, Tomo 37, p. 263-284 (annotazione di Ernest de Saint-Aignant, che riprende l'encomio fatto da Arsène Thiébaut de Berneaud, amico e allievo di Sonnini e redattore della Bibliothèque des propriétaires ruraux ; ripreso nella Nouvelle Biographie générale), 1865.
- Florian Reynaud, Les bêtes à cornes (ou l'élevage bovin) dans la littérature agronomique de 1700 à 1850. Tesi di Laurea in Storia. (Allegato 2 (pubblicazioni) e Allegato 22 (biografia). Caen, 2009.